# Ganeta
Ganeta es una montaña de 689 m de altitud, perteneciente a los municipios de Bilbao, Alonsótegui y Arrigorriaga, se considera el principal pulmón verde de la villa bilbaína y es muy concurrido por sus habitantes. En su cima hay un gran repetidor de TV de ETB.
El Ganeta es la cima más alta del sistema montañoso conocido popularmente como Pagasarri, aunque en realidad el Pagasarri es una cumbre secundaria de este cordal. Este sistema montañoso describe una diagonal de NE a SW, en la que se distinguen dos cimas secundarias bien diferenciadas: al NE el Rastaleku de 586 m, y al SW el Pastorekortaburu de 591 m. Perpendicular a este cordal se ubica el collado de Muñagane que conecta ya con el Ganekogorta. De esta forma el Ganeta es punto de encuentro de tres cuencas: por la cuenca SE discurre el Bentako Errota, que desemboca sus aguas en el Nervión a la altura de Miravalles, por la cuenca SW discurren varios arroyos que van a parar al pantano de Artibeko, y la cuenca N corresponde al valle del Bolintxu, que desemboca en el río Ibaizábal.
A principios del siglo XX se acondicionaron las fuentes de Tarín, unas surgencias cercanas a la cima donde además se construyeron también unas duchas. En 2002 se acondicionó el área recreativa del Pagasarri mejorando sus caminos y restaurando sus neveros, que antaño se utilizaban para almacenar hielo para después venderlo en la ciudad.
- Datos: Q8963436